# Hypogastrura synacantha
Hypogastrura synacantha är en urinsektsart som beskrevs av Cassagnau och Louis Deharveng 1976. Hypogastrura synacantha ingår i släktet Hypogastrura och familjen Hypogastruridae. Inga underarter finns listade i Catalogue of Life.